# Svalflugsnappare
Svalflugsnappare (Artomyias ussheri) är en fågel i familjen flugsnappare inom ordningen tättingar.

## Utseende och läte
Svalflugsnapparen är en udda, liten och knubbig flugsnappare. På håll ser den helmörk ut, men i bra ljus syns att strupen är något ljusare och undre stjärttäckarna är mörka med ljusare kanter. Vingarna är ovanligt långa och spetsiga, vilket ger den ett svalaktigt intryck i flykten. Arten är inte särskilt ljudlig, men kan avge en dämpad och gnisslig sång.

## Utbredning och systematik
Fågeln förekommer från Sierra Leone till Ghana och Nigeria. Den behandlas som monotypisk, det vill säga att den inte delas in i några underarter.

### Släktestillhörighet
Tidigare fördes den till Muscicapa, men DNA-studier visar att arterna i släktet inte är varandras närmaste släktingar.

## Levnadssätt
Svalflugsnapparen hittas i regnskog och galleriskog. Där ses den sitta högt upp i döda träd, framför allt i skogskanter och kring gläntor.

## Status
Arten har ett stort utbredningsområde och beståndet anses stabilt. Internationella naturvårdsunionen IUCN listar den därför som livskraftig (LC).

## Namn
Fågelns vetenskapliga artnamn hedrar Herbert Taylor Ussher (1836-1880), brittisk diplomat i Guldkusten 1866–1872 samt dess guvernör 1879–1880.